# Eurocopter EC120 Colibri
Eurocopter (zdaj Airbus Helicopters) EC120 Colibri je lahki, 5-sedežni, enomotorni večnamenski helikopter. Helikopter so skupno razvili Eurocopter, kitajski CATIC, (HAI) in Singapore Technologies Aerospace Ltd. Eurocopter ima 61% delež, CATIC 24% in STAero 15%. Sestavljajo ga v Franciji,  Avstraliji in na Kitajskem kot HC120.
EC120 B je večinoma grajen in kompozitnih materialov in ima prepoznavni fenestron repni rotor. Je eden izmed najtišjih helikopterjev v uporabi. EC120 B ima sedeže in gorivni sistem, ki lahko vzdržijo trde pristanke.
Colibri ima široko kabino in se ga lahko uporablja za različne namene. Veliko ga uporablja tudi vojska kot trenažerni in observacijski helikopter. Vojaški Colibri lahko dvigne 700 kg tovora. 
Prvi EC120 B je bil dobavljen leta 1998, do leta 2008 je Eurocopter zgradil več kot 550 Colibrijev.

## Tehnične specifikacije(EC120 B)
Podatki iz Eurocopter EC120 B 2008 Tech Data book
Splošne karakteristike
- Posadka: 1 ali 2 pilota
- Število sedežev: 4 potniki
- Dolžina: 9,6 m (31 ft 5 in)
- Premer rotorja: 10,0 m (32 ft 8 in)
- Višina: 3,4 m (11 ft 2 in)
- Teža praznega letala: 991 kg (2185 lb)
- Uporaben tovor: 724 kg (1596 lb)
- Maks. vzletna teža: 1715 kg (3781 lb)
- Pogon letala: 1 ×  turbogredni Turbomeca Arrius 2F, 376 kW (504 KM)

 Zmogljivost 
- Neprekoračljiva hitrost: 278 km/h (150 vozlov, 172 mph)
- Potovalna hitrost: 223 km/h (120 vozlov, 138 mph)
- Doseg: 710 km (383 nm, 440 mi)
- Višina leta: 5182 m (17000 ft)
- Hitrost vzpenjanja: 5,84 m/s (1150 ft/min)

Letalska elektronika

Vehicle and Engine Multifunction Display (VEMD) z First Limit Indicator (FLI)